# Alopecosa albostriata
Alopecosa albostriata là một loài nhện trong họ Lycosidae.
Loài này thuộc chi Alopecosa. Alopecosa albostriata được Grube miêu tả năm 1861.